# Daniel Cohen
Daniel Cohen (Túnez, 16 de junio de 1953-20 de agosto de 2023) fue un economista francés y un profesor en el École d'économie de París así como un consejero senior del banco Lazard.

## Trabajos
- Monnaie, Richesse et Dette des Naciones, Ediciones du CNRS, 1987.
- Private Lending to Sovereign States, MIT Prensa, 1991.
- Les infortunes de la Prospérité, París: Julliard, 1994. (Traducción MIT Prensa).
- Sistemas de información para la toma de decisiones, McGraw Hill Interamericana de México, 1996.
- Riqueza del mundo, pobreza de las naciones, Fondo de Cultura Económica, 1998.
- [5]
- Nuestros tiempos modernos, Tusquets editores, 2001.
- La mondialisation et ses ennemis, 2004, París, Grasset (traducción MIT Prensa).
- Trois leçons sur la société Correo-industrielle, Sept 2006, París, Seuil. (Traducción española: Tres lecciones sobre la sociedad postindustrial, Madrid/de Buenos Aires, Katz editores S.Un, 2007, ISBN 978-84-96859-05-0 )
- 27 Cuestiones d'économie contemporaine (Tome 1), bajo la dirección de Philippe Askenazy y Daniel Cohen 2008
- La prosperidad del mal. Una introducción (inquieta) a la economía, Taurus, 2011.
- 16 nouvelles cuestiones d'économie contemporaine (Tome 2), con Philippe Askenazy y Daniel Cohen 2010

Le monde est clos et le desir infini, París: Albin Michel, 2015
- The Infinite Desire for Growth. Princeton University Press. 2018. ISBN 9780691172538. Princeton Prensa universitaria. 2018.

## Premios y distinciones
- Laureat de la Asociación francesa de Ciencias Económicas (1987)
- American Express Premio de Mérito Especial (1987)
- Le Nouvel économiste "Economista del Año" (1997)[6]
- Premio Léon Faucher de la Académie des ciencias morales et politiques (2000)
- Premio du Livre d'économie (2000)
- Laureat du prix européen (2000)
- Premio Synapsis por el libro Mutación y trabajo (2000)
- Chevalier de la Légion d'honneur (2001)
- Conferencias de Bruselas en Economía (2003)